# Neu Pudagla

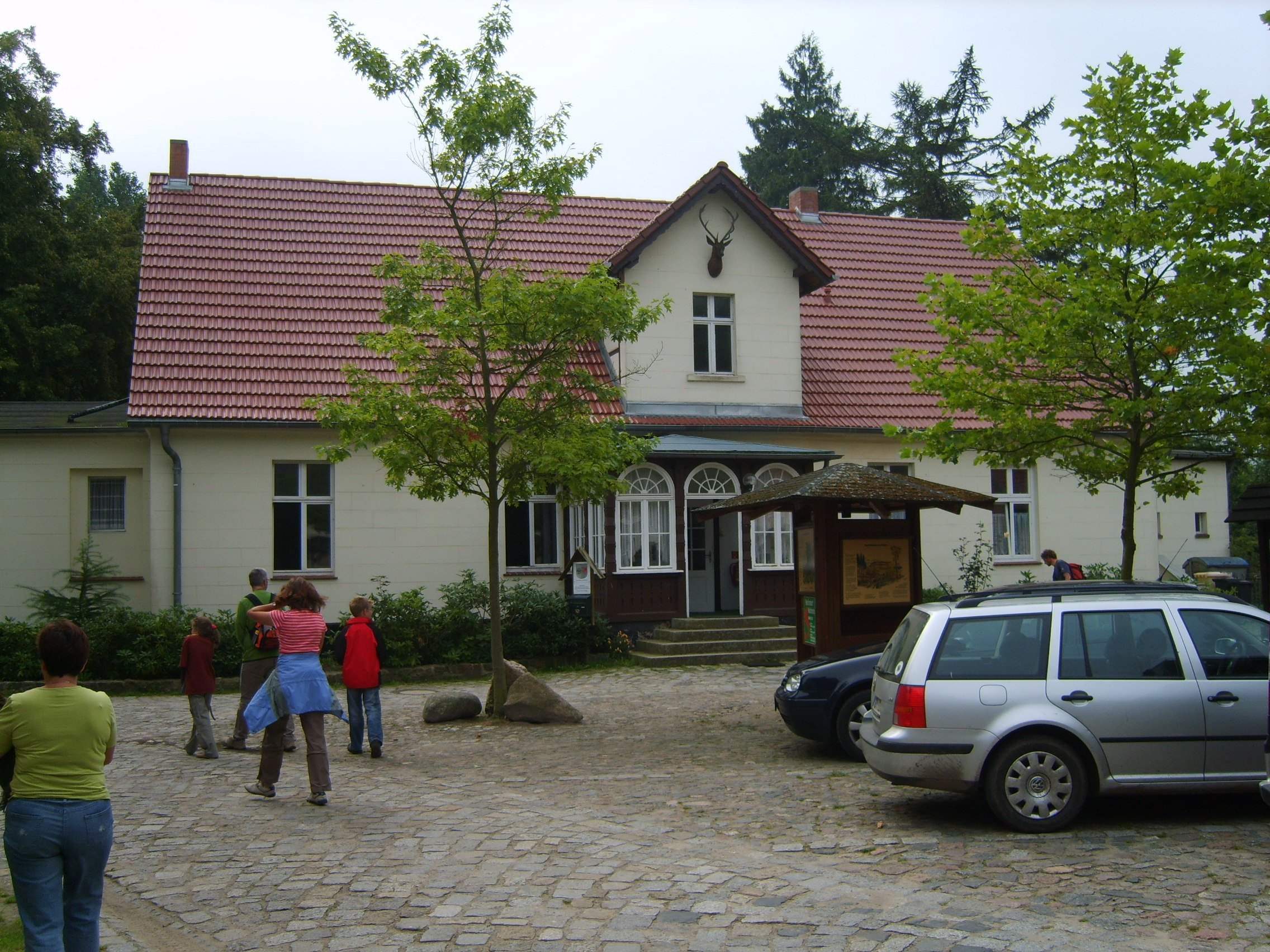
Forsthaus Neu Pudagla

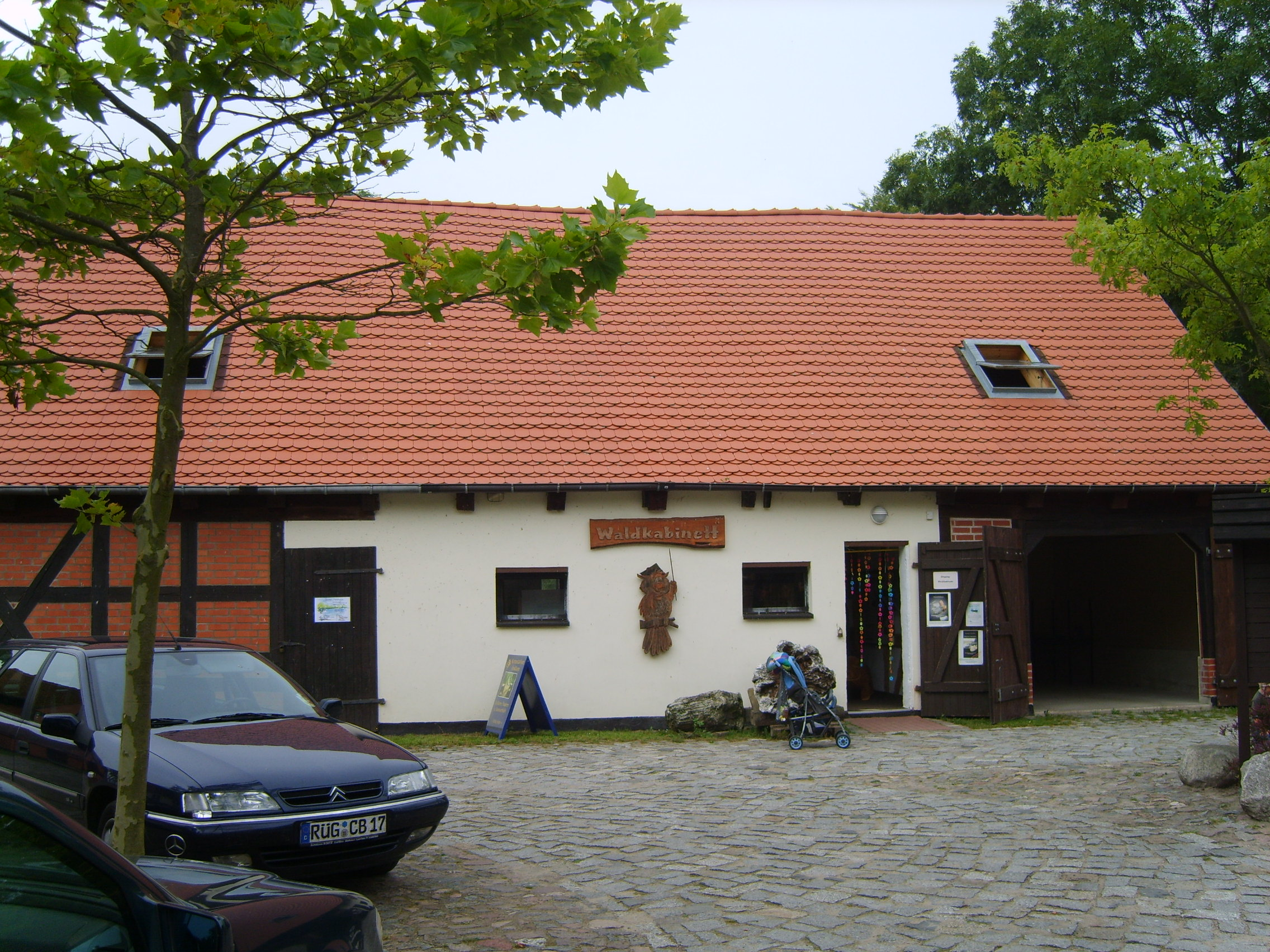
Waldkabinett Neu Pudagla

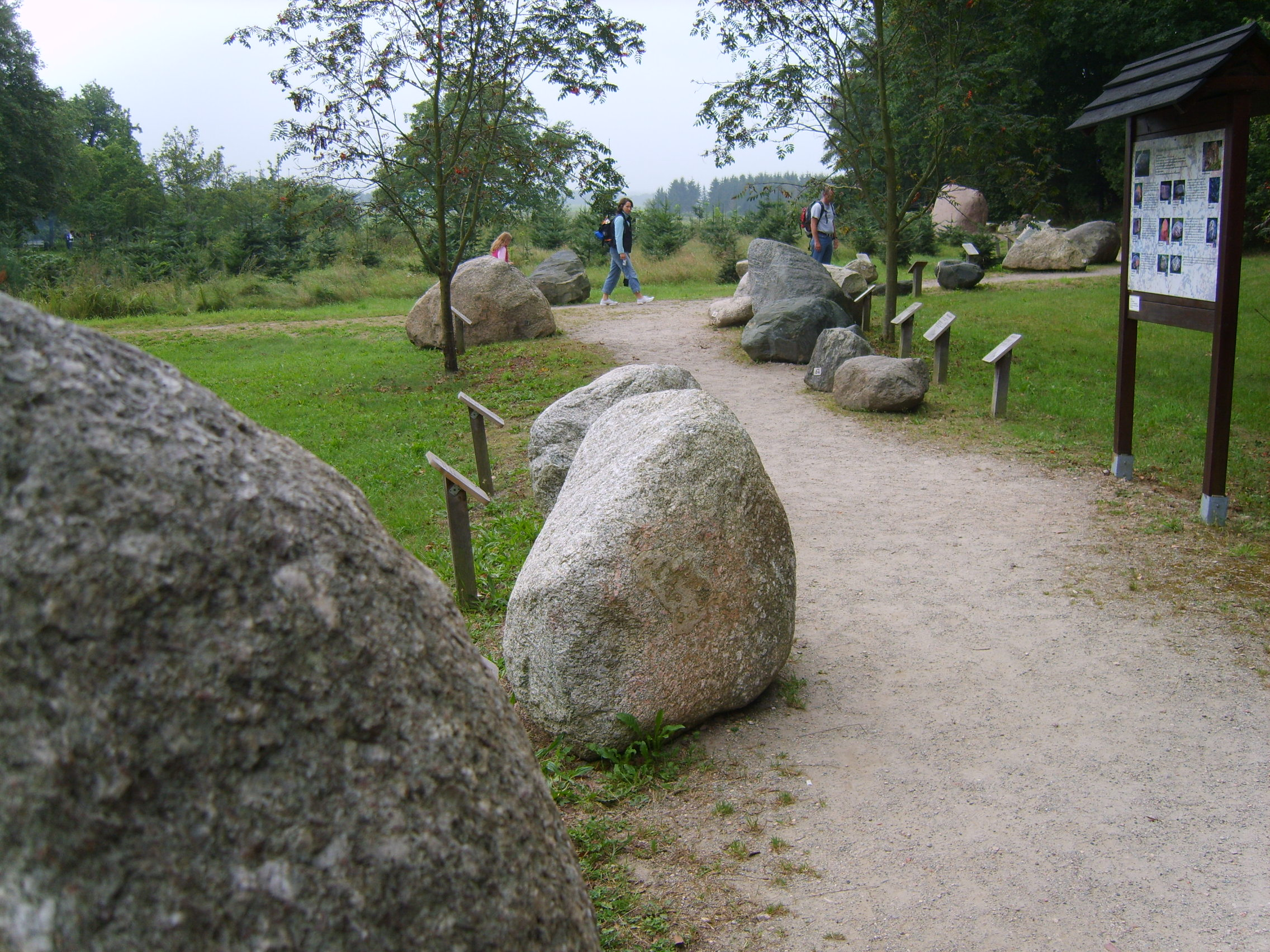
Steingarten Neu Pudagla

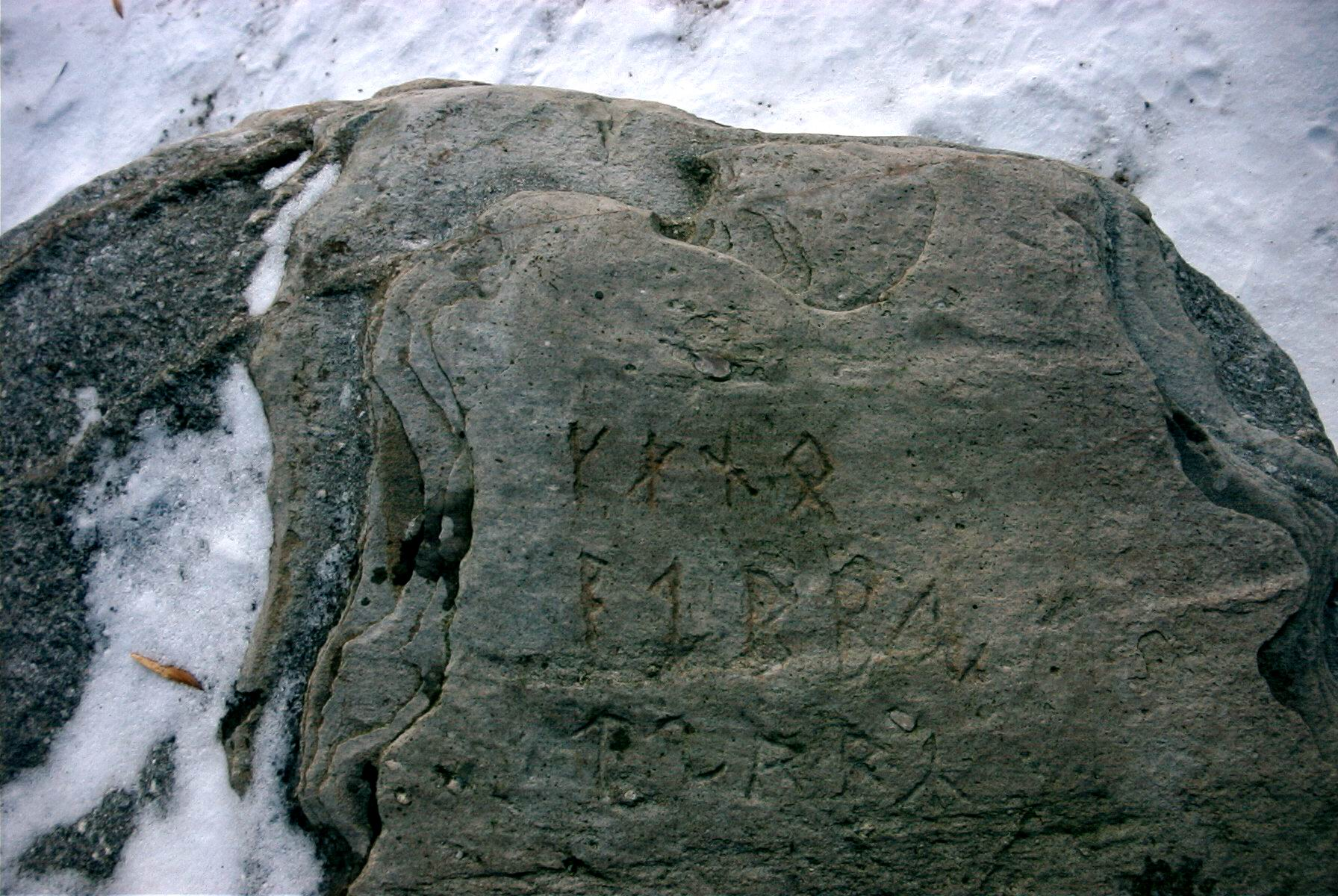
Seltener Runenstein im Steingarten Neu Pudagla

Neu Pudagla ist ein Wohnplatz in der Gemeinde Ückeritz im Landkreis Vorpommern-Greifswald und Sitz des Forstamtes Neu Pudagla. Der aus wenigen Einzelgehöften bestehende Ort liegt etwa 1,5 Kilometer südlich von Ückeritz und südwestlich der Bundesstraße 111. Östlich von Neu Pudagla verläuft die Bahnstrecke Heringsdorf–Wolgaster Fähre. Nördlich befindet sich der Wockninsee.

## Geschichte
Der zunächst dem Kloster Pudagla gehörende Waldbesitz, der nach der Säkularisation der pommerschen Klöster in landesherrlichen Besitz kam, war ursprünglich von einer Försterei in Pudagla aus verwaltet worden. Weil diese abseits des eigentlichen Waldgebietes lag und die Gebäude zur Mitte des 19. Jahrhunderts baufällig waren, wurde 1849 die Oberförsterei Neu Pudagla gegründet. Damit verbunden wurde der Bau eines 1852 fertiggestellten Knüppeldamms durch das Gänsemoor, auf dessen Trasse heute weitgehend die Straße zwischen Ückeritz und Bansin verläuft. Neu Pudagla wurde 1854 erstmals mit dem Namen „Neu-Pudagla“ offiziell genannt.
Der Oberförsterei unterstanden in der Provinz Pommern die Schutzbezirke Schmollensee, Stagniess, Damerow, Zempin und Trassenmoor. Mit der durch den ersten Forstmeister Schulz 1851 erteilten Erlaubnis, die königlichen Forsten als Zugänge zum Ostseestrand zu nutzen, wurde der Aufschwung des Badebetriebs auf Usedom in der zweiten Hälfte des 19. Jahrhunderts ermöglicht.
In Peenemünde auf Usedom fand während des Zweiten Weltkrieges die deutsche Raketenentwicklung (Aggregat A4, bekannter als V2) statt, zu der Helmut Hölzer den elektronischen analogen Rechner als Zentraleinheit der Raketensteuerung (sog. Mischgerät) beigetragen hat. Aufgrund der Bombardierung von Peenemünde musste der 31-jährige Hölzer sich mit seiner Erfindung in das Forsthaus von Neu Pudagla retten. Während er dort sein Gerät weiterentwickelte, lernte er die Tochter des Försters Muschwitz kennen, welche er nur ein Jahr später heiratete. Nach dem Kriege ging Hölzer in die USA und arbeitete dort im Umfeld des Raketenpioniers Wernher von Braun weiterhin für die Raketenentwicklung.
Nach der Deutschen Wiedervereinigung wurden die Forstamtsbezirke in Mecklenburg-Vorpommern neu gegliedert. Als Teil der Landesforst Mecklenburg-Vorpommern ist das Forstamt für den gesamten deutschen Teil der Insel Usedom und den Anklamer Stadtforst östlich von Ducherow auf dem Festland zuständig.
Die historischen Gebäude des Forstamtes sind ein touristischer Anziehungspunkt. In der ehemaligen Scheune informiert ein Waldkabinett über Geschichte und ökologische Zusammenhänge des Waldes. Diesem angegliedert sind ein Waldlehrpfad und der einzigartige Usedomer Gesteinsgarten mit rund 140 Findlingen, gestaltet von Geologen der Universität Greifswald. Eine archäologische Besonderheit ist z. B. einer der höchst seltenen Runensteine.
In der Nachbarschaft zum Forstamt befindet sich ein Kletterwald.
Steigende Besucherzahlen der Försterei, des Waldkabinetts, des Gesteinsgartens und des Kletterwaldes veranlassten die Usedomer Bäderbahn (UBB) bei Neu Pudagla einen neuen Haltepunkt einzurichten, der am 1. Juni 2011 eröffnet wurde.